# Piazza della Loggia
Piazza della Loggia, o più semplicemente Piazza Loggia, conosciuta anche come Piazza Grande o Piazza Vecchia (Piàsa dela Lògia o Piàsa ècia in dialetto bresciano), è una delle principali piazze di Brescia, luogo simbolo del rinascimento bresciano e della dominazione veneta su Brescia.
Progettata ed edificata in maniera unitaria a partire dal Quattrocento, presenta una forma nel complesso rettangolare ed è delimitata lungo il suo perimetro da una serie di edifici storici di un certo interesse artistico. Sul lato occidentale si può notare il cinquecentesco palazzo della Loggia, sede della giunta comunale di Brescia e su quello meridionale i due monti di Pietà vecchio e nuovo, i quali, edificati tra XV e XVI secolo, costituiscono il primo museo lapidario d'Italia. Sul lato orientale della piazza, invece, si innalzano i portici rinascimentali e la torre con l'orologio astronomico cinquecentesco. Nella sezione nord orientale della piazza, invece, degno di menzione è il monumento alla Bella Italia, donato alla città da Vittorio Emanuele II a ricordo delle Dieci giornate di Brescia, e porta Bruciata, porta difensiva risalente alla cerchia muraria d'età romana.
Il 28 maggio 1974 la piazza, mentre era in corso una manifestazione antifascista di sindacati e lavoratori, è stata teatro di un attentato terroristico di matrice neofascista, che ha portato alla morte di otto persone e un centinaio di feriti.

## Storia

### La creazione della«Platea Magna»
Nel corso del XV secolo Brescia si presentava, di fatto, come una città priva di una pubblica piazza, vista la mancanza di uno spazio funzionale alle adunanze pubbliche. L'immagine che emergeva del capoluogo lombardo era dunque «deformata et inordinata», e l'inaugurazione di una nuova piazza «avrebbe dovuto costituire ad un tempo il luogo di rappresentanza del governo veneziano ed il nuovo centro urbano».

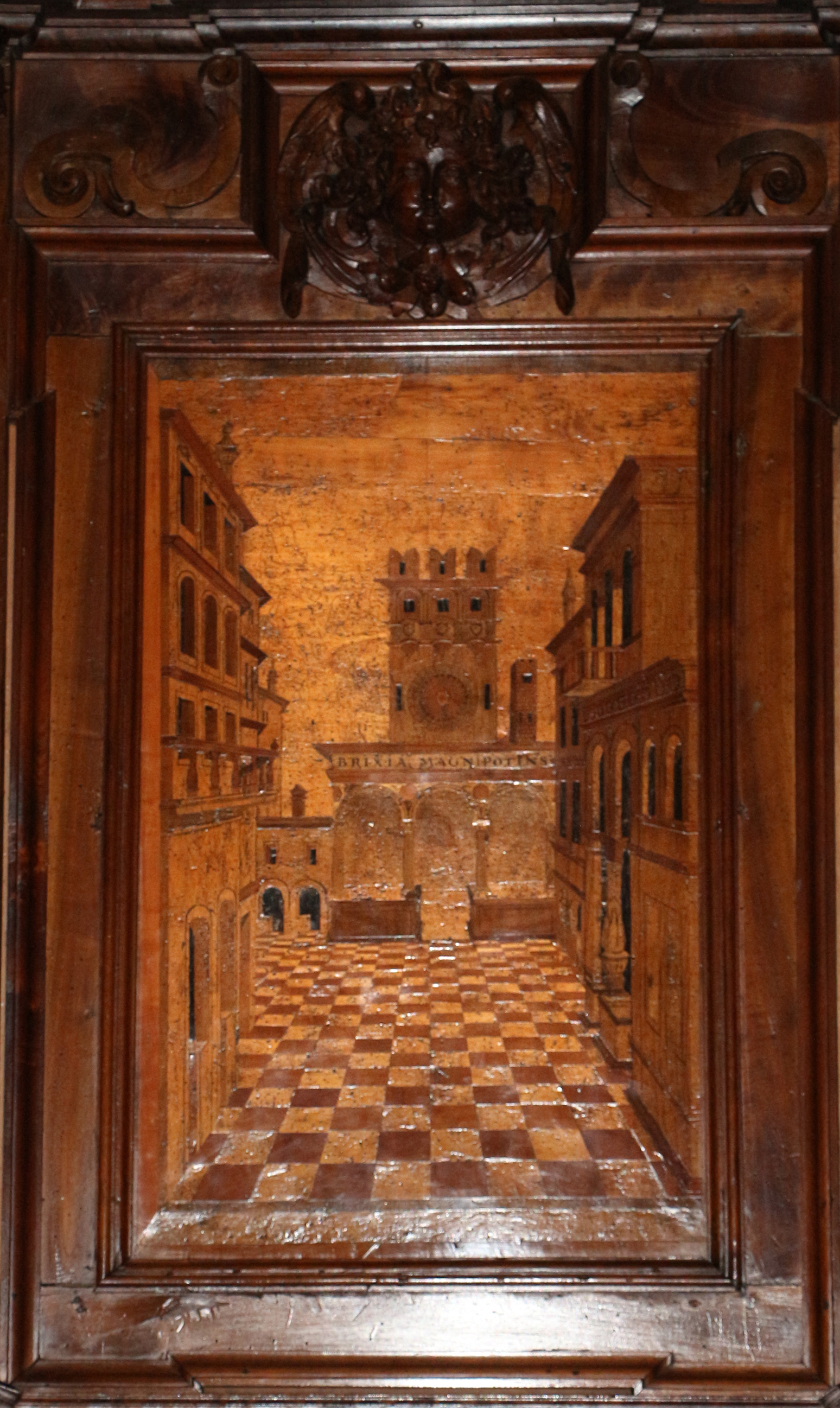
Piazza della Loggia raffigurata in una tarsia lignea, conservata nel coro della chiesa dei Santi Bartolomeo e Stefano a Bergamo.

Un primo sviluppo di piazza della Loggia fu dunque promosso sulla base di queste premesse. I lavori, non a caso, furono incentivati dal podestà veneto Marco Foscari, fratello dell'allora doge Francesco. Fu proprio grazie all'intervento del già citato Marco Foscari che, nel corso del 1433, il gran consiglio cittadino votò all'unanimità un provvedimento finalizzato alla demolizione di baracche e casupole, di proprietà del comune, che si trovavano in corrispondenza della moderna piazza: all'epoca, infatti, esisteva soltanto il piccolo spiazzo al di fuori di porta Bruciata, vicino alla chiesa di San Giuseppe, ritenuto troppo piccolo e, appunto, non idoneo per ospitare eventi di natura pubblica.

### La prima Loggia e gli edifici civili
Dopo aver liberato lo spazio precedentemente occupato da viuzze e casupole, le autorità cittadine procedettero dotando la piazza con nuovi edifici, tra i quali sarebbe stato primario per importanza una loggia, su modello di altre città italiane. Una prima struttura loggiata fu eretta per l'appunto nel 1436, su disegno dell'architetto ducale Niccolò Lupo. Questo primo palazzo era dotato di affreschi esterni raffiguranti i vescovi bresciani Filastrio ed Apollonio, realizzati dal pittore Alessandro d'Ardesio. La struttura, inoltre, era coronata da una statua raffigurante san Marco, evidente omaggio alla signoria della Serenissima.
Terminata la porzione occidentale della piazza con l'erezione della già citata loggia, si procedette erigendo nel 1437, questa volta sul lato orientale, una prima torretta dotata di orologio. Essa consisteva sempre in una struttura loggiata ideata dall'architetto Lodovico Beretta, progettata in modo che poggiasse direttamente sulle mura fortificate della Cittadella Nuova. In seguito un primo orologio, posto sulla medesima torretta, fu ultimato nel 1447 e decorato, oltre che con le armi dei rettori e della città, anche da due statue scolpite da Andriolo Vigevano raffiguranti Maria e l'arcangelo Gabriele. Lo stesso quadrante venne con ogni probabilità modificato in occasione della costruzione dei portici orientali della piazza, come viene testimoniato anche da una tarsia lignea nel coro della chiesa dei Santi Bartolomeo e Stefano a Bergamo, utile, se non altro, a ricostruire almeno parzialmente il nucleo quattrocentesco della piazza bresciana.

### Il lato meridionale della piazza e il primo museo lapidario italiano
Il consiglio cittadino, dopo aver decorato i lati ovest ed est, decise dunque di erigere nel 1465 un muro di pietre lavorate nella porzione meridionale della piazza, in modo che fungesse da supporto per innalzarvi, in futuro, un eventuale palazzo. Tuttavia, due eventi inaspettati spinsero le autorità municipali a mutare quanto progettato in precedenza: infatti, nel realizzare i lavori di demolizione delle case in quella porzione di piazza, furono rinvenuti sottoterra «certi belli sassi et prede piccade antiquissime, con certi epitaphi et con scripture bellissime all’antiga», ossia marmi ed epigrafi d'età romana, come riportato dal cronista Iacopo Melga nella sua cronaca. Altro fattore di una certa importanza fu l'incendio, in quella stessa zona, di alcune casupole e botteghe di legno. Esse infatti presero fuoco a seguito di alcuni festeggiamenti voluti da parte della popolazione per la pace di Bagnolo del 1484.

Alla luce di questi eventi il consiglio generale del Comune di Brescia, coadiuvato dalla sovrintendenza dei deputati alle pubbliche fabbriche Marco Ducco e Tommaso Baiguera, deliberò affinché, tra il 1484 e il 1485, fossero appunto inserite tutte le epigrafi classiche, rinvenute in località carceri e porta Paganora, nell’edificio che si andava costruendo nella parte meridionale della piazza grande. Fu così creato il cosiddetto Lapidarium, nonché primo museo lapidario in Italia. In questo stesso edificio, poi, alcuni anni dopo si sarebbe insediato il Monte di Pietà vecchio, costruito in via definitiva tra il 1484 e il 1489 da Filippo Grassi in eleganti forme venete.

Il Monte di Pietà vecchio in una veduta d'insieme
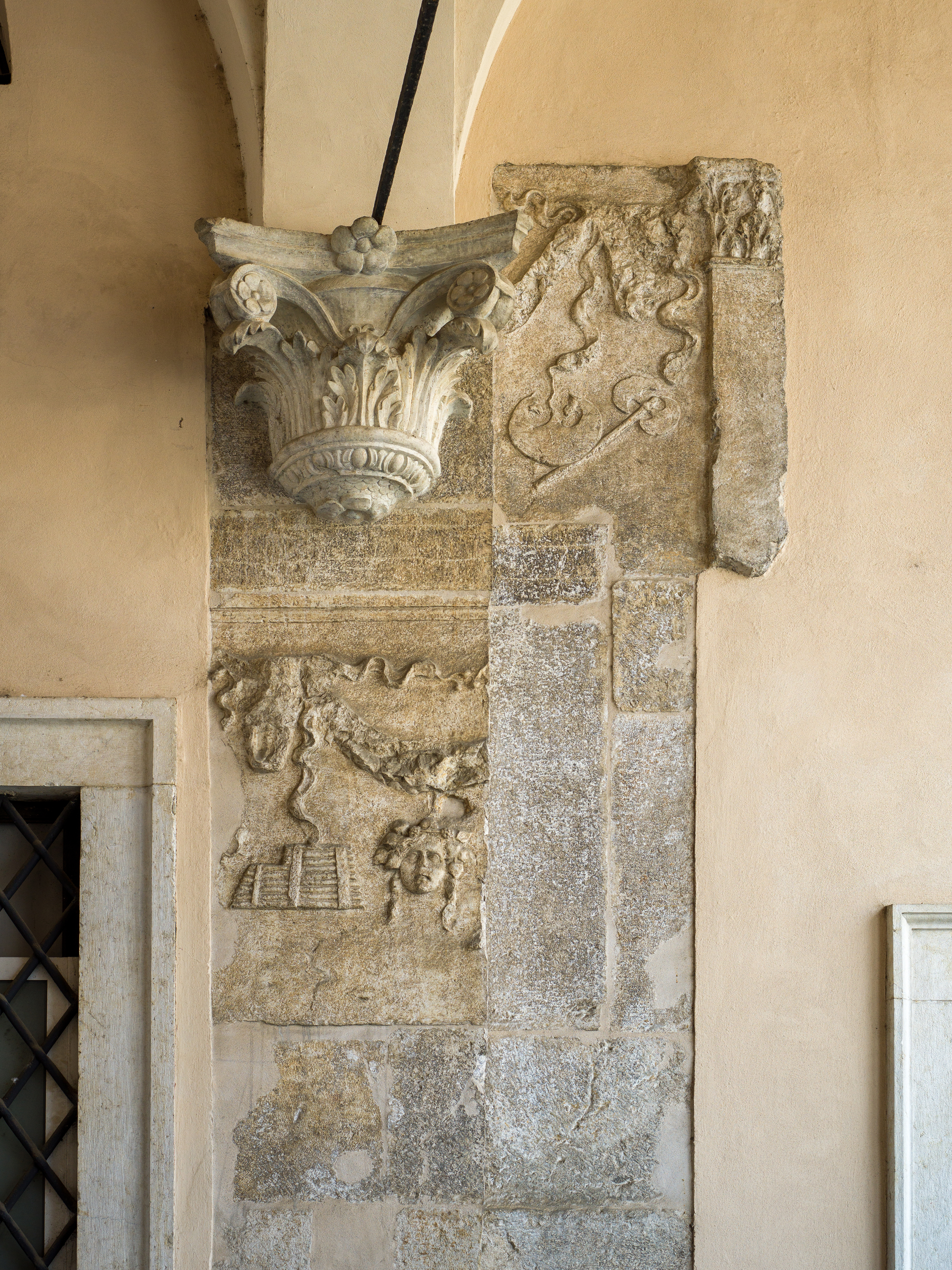
Dettaglio di frammenti lapidei di età romana
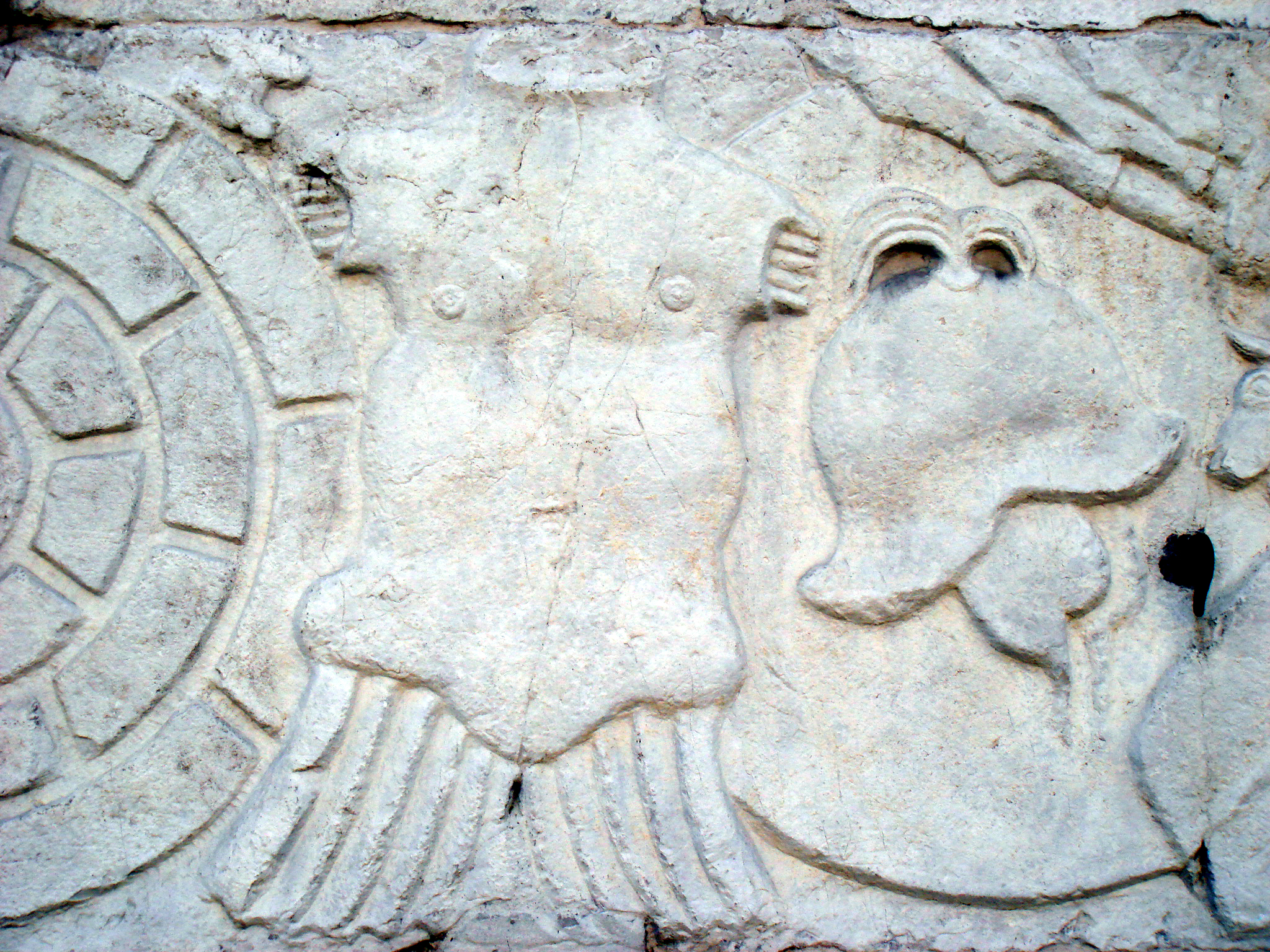
Lapide romana sulla facciata del Monte di Pietà

Queste disposizioni vanno intese non soltanto da un punto di vista pratico, ossia al fine di reimpiegare di materiali lapidei rinvenuti in loco, ma primariamente e soprattutto in virtù di una certa sensibilità umanistica, che al tempo si era appunto consolidata a Brescia: come ha avuto modo di osservare lo studioso Theodor Mommsen, infatti, questo museo lapidario fu fortemente voluto da una schiera di intellettuali ed umanisti bresciani, i quali avevano senza dubbio una spiccata sensibilità per l'età classica e il passato romano della città, tant'è vero che le iscrizioni ed epigrafi romane furono poste nei muri degli erigendi edifici, non casualmente ad altezza dell'osservatore. Ulteriore testimonianza di questo clima culturale è il fatto che l'umanista Michele Ferrarino, nel 1486, definisca la piazza rinascimentale con il latinismo forum e l'edificio della Loggia come basilica.

### Il nuovo palazzo della Loggia

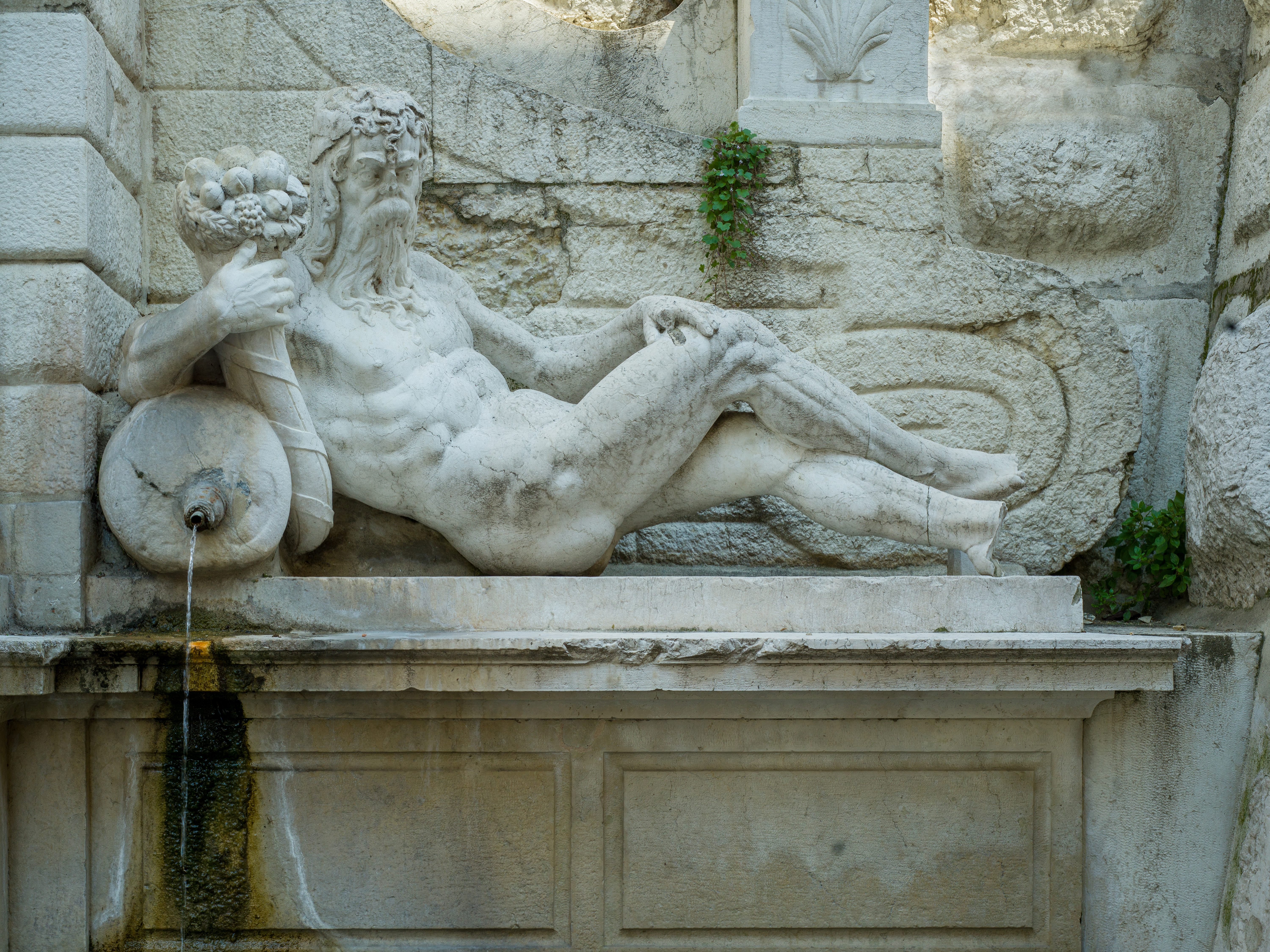
Allegoria del fiume Garza con cornucopia, facente parte del gruppo scultoreo della fontana di torre della Pallata. Il vaso del fiume scorreva anticamente dove sono state poi erette le fondamenta del cinquecentesco palazzo della Loggia.

Già a partire dagli anni '60 del Quattrocento si era manifestata la necessità, per le autorità cittadine, di riunirsi in un ambiente sufficientemente grande e che fosse conforme, per decoro e sfarzo, alle cariche che avrebbe dovuto ospitare. Per questo motivo, dunque, fu deliberato il 8 luglio 1467 affinché fosse costruita una sala sopra la preesistente loggia e sopra il corso del fiume Garza: questo ambiente, utilizzato dai vari Consigli del caso una volta riunitisi, ospitò appunto gli uffici della Cancelleria, della Ragionateria e della Masseria.
Furono poi cominciati i lavori che, sulla base dei progetti dell'allora ingegnere ducale e di altri tecnici ed architetti, avrebbero portato in seguito alla posa di alcune pietre sul letto del fiume Garza, in modo da potervi erigere, al di sopra, un'eventuale fabbrica molto più grande e stabilizzarla. È solo dal 1489 in poi che, tuttavia, fu ribadita la decisione già precedentemente adottata, ossia di costruire la fabbrica sul lato occidentale della piazza e al di sopra dello stesso Garza. A tal proposito, infatti, tra 1491 e 1492 fu abbattuta del tutto la preesistente loggia per poter quindi costruire un nuovo edificio per le magistrature civiche: si ignora tuttavia se furono reimpiegati i materiali dell'edificio preesistente, nonostante sia comunque evidente che la Loggia rinascimentale costruita sia priva di elementi decorativi risalenti al XV secolo.
A questo punto i deputati vollero accuratamente selezionare, tra i vari progetti presentati, il disegno che più fosse ritenuto idoneo per il palazzo: tra le fonti antiche, a tal proposito, l'erudito Baldassare Zamboni avanzò, nel corso del Settecento, l'ipotesi secondo cui il progetto dell'erigenda Loggia sarebbe attribuibile al Bramante.

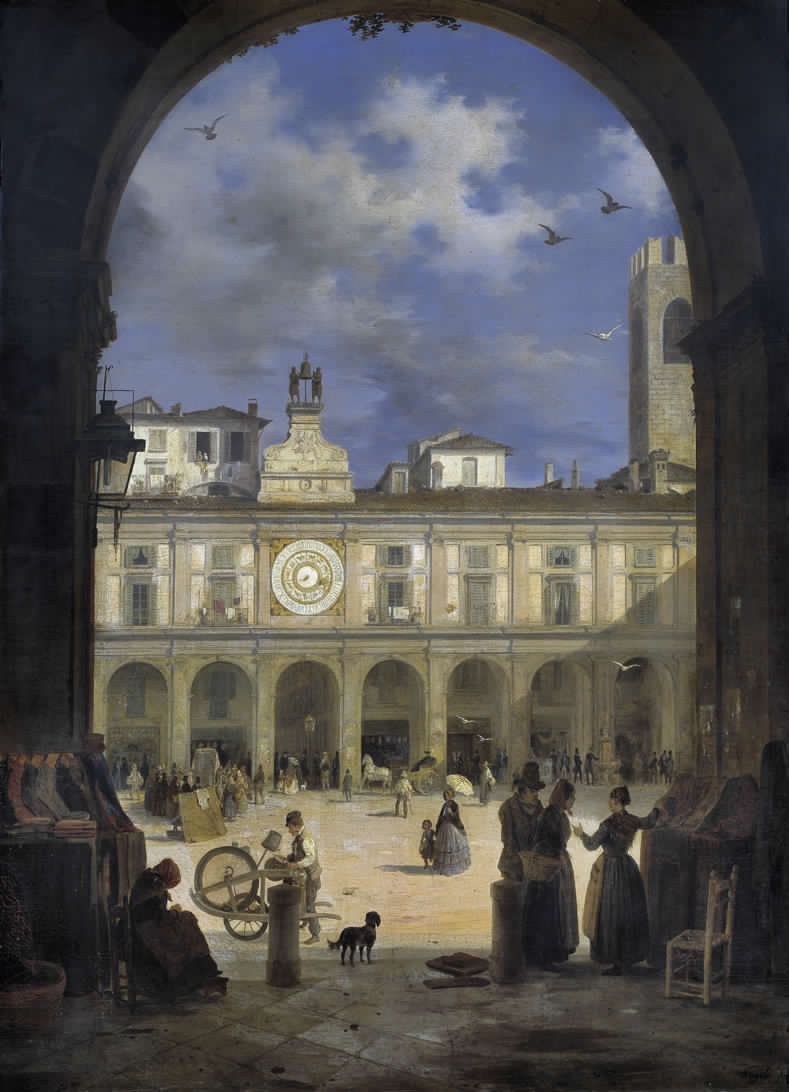
Una veduta d'insieme dei portici orientali di piazza della Loggia in un quadro ottocentesco del vedutista e pittore Angelo Inganni.

Stando alle fonti, in ogni caso, pare che il primo progetto per il palazzo doveva consistere in un modellino in legno presentato dall'architetto vicentino Tommaso Formenton: sembra che, tra l'altro, lo stesso Formenton fosse propenso a venire di persona in città, affinché potesse illustrare ancora più chiaramente le sue idee circa il cantiere del palazzo pubblico.  Infatti, in data 6 novembre 1489, viene registrata la disposizione di condurre da Vicenza a Brescia il plastico progettuale: lo stesso Formenton, tra l'altro, si premurò di portare in prima persona il modello ligneo, trasportandolo da Vicenza con un carro trainato da quattro cavalli e accompagnato da un fante ed un aiutante.
L'avvio del cantiere fu inaugurato durante una solenne manifestazione pubblica, appositamente organizzata per celebrare la fabbrica dell'erigendo palazzo: infatti, alla presenza dell'allora vescovo di Brescia, Paolo Zane, così come alla presenza di molti membri del clero, dei rettori della città, delle magistrature e di un gran numero di cittadini, fu posata la prima pietra e poi benedetta dallo stesso vescovo, in data 5 marzo 1492. Così, appunto, viene narrato dal cronista Elia Capriolo:
(Patrizio Spini, Il suplimento delle Historie bresciane, c. 239.)
In ogni caso, i lavori della fabbrica del palazzo civico si chiusero nella loro prima fase intorno al 1510, periodo in cui Brescia era divenuta dominio francese, sebbene i cantieri fossero già fermi sin dal 1508, anno di costituzione della stessa Lega di Cambrai. A questa fase è comunque certo che fosse stato terminato l'ordine inferiore del palazzo, iniziato a marzo 1492 e concluso all'inizio del 1504; la decorazione scultorea per questa porzione, invece, fu eseguita tra l'estate del 1493 e la primavera del 1506.

### L'evoluzione della piazza e del palazzo dopo il Sacco di Brescia

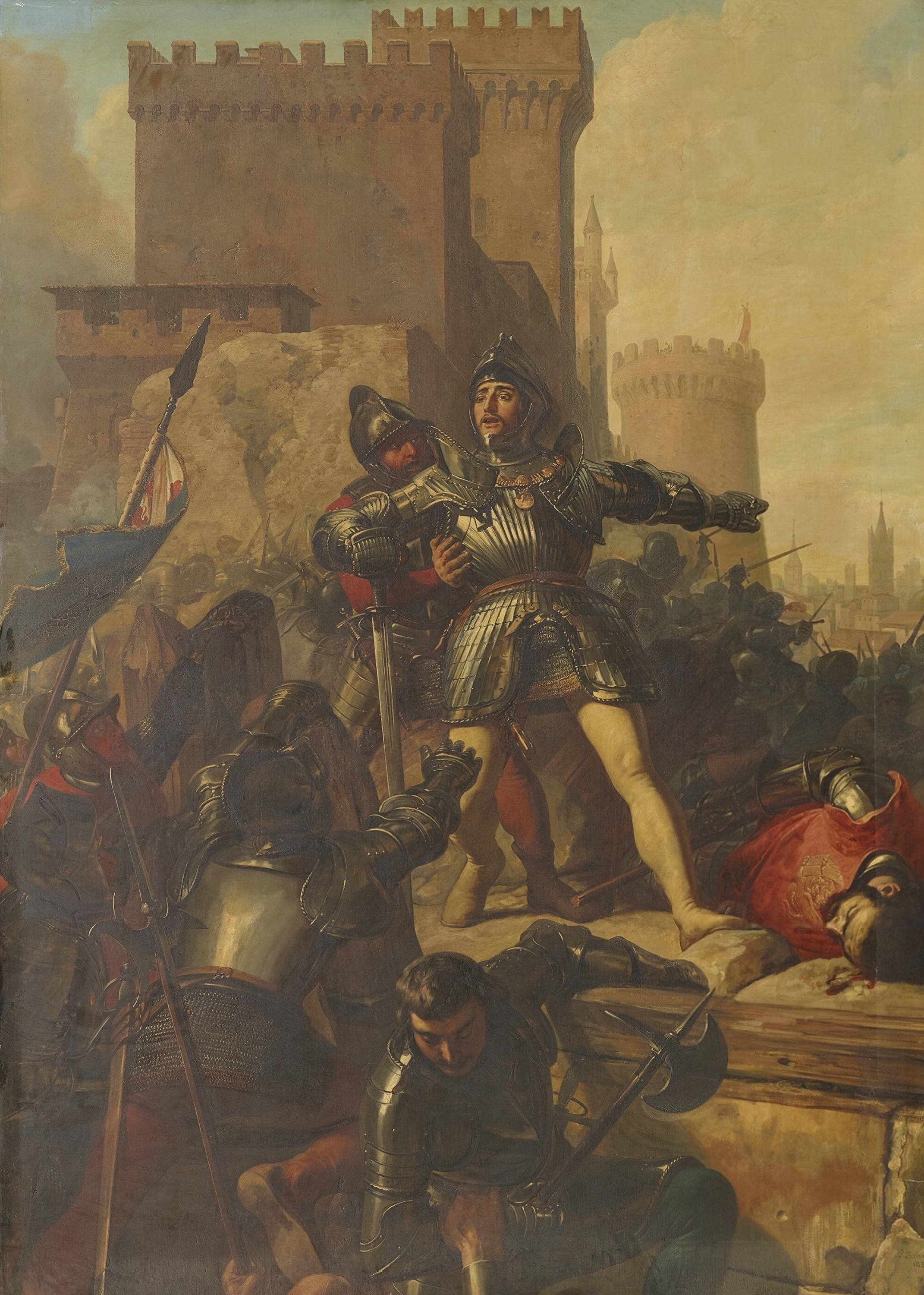
Charles-Philippe Larivière, Presa di Brescia, 1836-1837. Pittura a olio, 387×274 cm.

Le fasi di costruzione e dei lavori del palazzo della Loggia sono piuttosto complesse e legate alle vicende storiche e politiche del momento. Non a caso, alla fine del primo decennio del secolo il clima politico europeo si stava ormai surriscaldando: i fatti della guerra della Lega di Cambrai erano alle porte e le prime incursioni francesi a Brescia sono da interpretare come sintomo di un percorso ormai al tramonto. Entro pochi anni si verificò infatti il terribile sacco di Brescia del 1512 ad opera delle truppe francesi, guidati da Gaston de Foix-Nemours che, oltre a gettare in rovina la città, dissolse il mito della cosiddetta Brixia magnipotens. I grandi cantieri rinascimentali cittadini si interruppero, compreso quello di palazzo della Loggia, il quale doveva ancora avere, alla base dei ponteggi, molti rilievi di Gasparo Cairano già predisposti al montaggio sui fronti del secondo livello, tra cui i due Trofei angolari, e che lì rimasero per un cinquantennio, in attesa della ripresa dei lavori sotto la direzione di Lodovico Beretta appunto nel 1549-1550. Le priorità cittadine mutano radicalmente, dai fasti artistici e culturali al recupero delle basilari funzioni vitali. Il palazzo della Loggia, in ogni caso, venne terminato soltanto nel 1574, quasi un secolo dopo l'avvio dei cantieri.

### La ripresa dei cantieri della Loggia e ulteriori interventi nella piazza

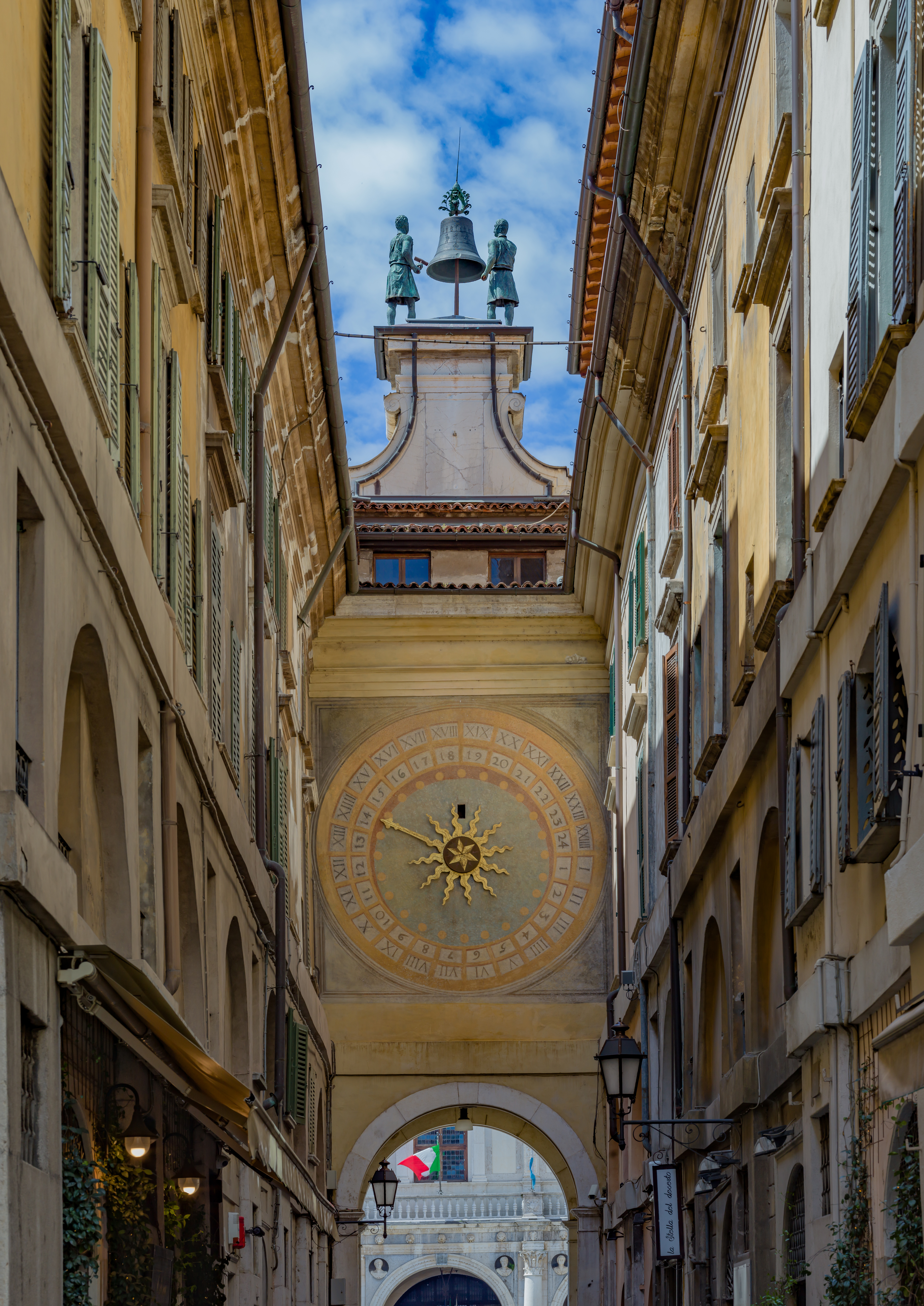
Il lato meridionale della Torre dell'Orologio e al di sotto il passaggio aperto, a metà XVI secolo, da Lodovico Beretta durante i lavori del lato orientale della piazza.

Le autorità municipali bresciane, sullo scorcio della seconda metà del Cinquecento, promossero con decisione una ripresa dei cantieri di palazzo della Loggia, ormai fermo da diversi anni per vicissitudini legate ad eventi bellici e politici. In occasione di tale evento fu richiesta la consulenza dell'architetto Andrea Palladio, in visita a Brescia ben quattro volte tra il 1550, il 1562, il 1567 e il 1575. In ogni caso, nonostante le importanti consulenze richieste a personaggi del calibro di Jacopo Sansovino, Galeazzo Alessi, Giovanni Antonio Rusconi e Tiziano, la supervisione dei lavori fu affidata all'architetto bresciano Lodovico Beretta, che dal 1550 venne ingaggiato come architetto comunale dalle autorità civiche.
Questo rinnovato impulso architettonico e costruttivo in effetti si concretizzò anche e soprattutto per il lato orientale della piazza, forse il meno organizzato sino a quel momento a causa della prossimità delle mura della cittadella nuova: l'importanza di questa porzione di piazza fu ribadita, nel corso del tempo, dall'edificio della torre dell'orologio astronomico, dalla Loggetta annessa e dal passaggio aperto, nelle mura della Cittadella, di una porta che collegava la nuova piazza all'edificio del broletto cittadino, residenza del capitano generale di Brescia.
Un primo cambiamento nel lato orientale della piazza, in tal senso, fu la donazione fatta nel 1517 dalle autorità venete alla cittadinanza bresciana con la quale la stessa Cittadella Nuova veniva di fatto privata della sua funzione militare e resa un bene pubblico: ciò portò appunto ad una smilitarizzazione dell'area di porta Bruciata e dell'annesso ponte levatoio, con la conseguente destituzione nel 1531 dell'ufficio del castellano della stessa porta; in seguito vennero anche costruite svariate case-botteghe in quella stessa area e promossi interventi architettonici quali la costruzione di portale di pietra sopra il volto di porta Bruciata. Gli interventi più consistenti tuttavia furono intrapresi a partire dagli anni 40 del XVI secolo, quando anche questa porzione di piazza mutò in maniera importante e ridefinì il lato prospiciente il palazzo della Loggia.

#### L'apertura dellaStrada Nova,i portici orientali e la torre con orologio astronomico

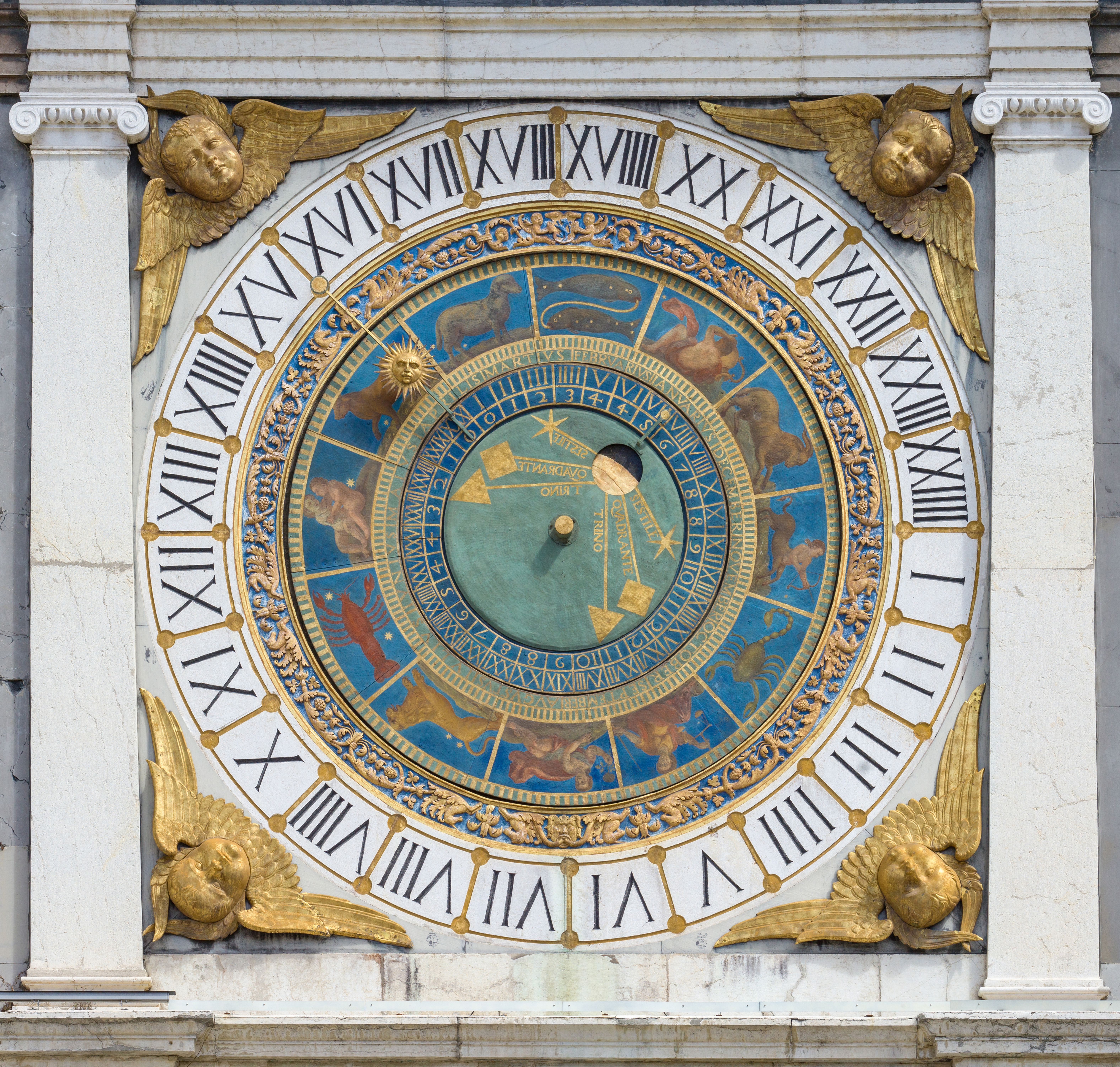
Un dettaglio del quadrante astronomico realizzato nel 1546.

In generale, i documenti menzionano l'intervento di Lodovico Beretta solo per l'apertura della Strada Nuova, sebbene il parere degli studiosi sia comunque del tutto unanime nel considerare questa fase come interamente progettata ed ideata dallo stesso Beretta. Tra il 1540 e il 1546 vennero sostituite 15 botteghe di legno, situate appunto lungo le mura della cittadella, con 10 botteghe in muratura; altre 5 botteghe lignee, nel corso del 1547, vennero inoltre rase al suolo sempre per lo stesso criterio, ossia per attuare un ampliamento della piazza. In occasione di queste demolizioni le magistrature bresciane vollero anche costruire un nuovo orologio astronomico, deliberando nel dicembre del 1543 appunto l'inizio dei cantieri e incaricando, relativamente al meccanismo interno, l'artigiano Paolo Gennari da Rezzato. I lavori per la costruzione dell'orologio in questione furono terminati nel 1546. In concomitanza di questi interventi architettonici furono anche costruiti i portici e le arcate che poi abbracciarono in effetti la stessa torre dell'orologio rinascimentale: entro il 1548 furono edificati a protezione delle botteghe «i portegi colonnati tutti a una maniera istessa». Questo stesso porticato, terminato tra il 1595 e il 1601 da Pier Maria Bagnadore, è caratterizzato da una certa uniformità e da una bicromia marmorea tra i grigi della fascia superiore e dai pennacchi dell'ordine inferiore; essendo stati prolungati i portici sino a porta Bruciata, si venne a creare una prospettiva di tipo manieristico e una rottura della simmetria immaginata in origine, poiché la torre dell'orologio era collocata esattamente al centro, con quattro campate alla sua sinistra e altrettante alla sua destra.
Nel 1544 inoltre le autorità civiche decisero di aprire un ingresso per la nuova strada che, oltre a proseguire l'asse mediano della piazza, avrebbe appunto creato un importante collegamento con piazza del Duomo e il broletto cittadino. Il progetto iniziale prevedeva nel nuovo passaggio la realizzazione di 7 case-bottega per ciascun lato, oltre a costituire anche da un punto di vista militare un'importante arteria di comunicazione tra le due piazze. Nonostante le motivazioni addotte per l'apertura della strada, il permesso fu concesso dalle autorità veneziane solo nel gennaio del 1550, con l'apertura dei cantieri nel 1551 e una loro conclusione nel 1553: i lavori per la costruzione delle case-bottega furono avviati infatti dal 1551, per poi essere messe all'incanto dal novembre del 1552.

#### I lavori sul prospetto meridionale: i due Monti di Pietà

Un prospetto del lato meridionale della piazza con in prima vista l'edificio del Monte di Pietà Nuovo.

Sempre a questa altezza cronologica si presentò la necessità di intervenire anche sugli edifici meridionali della piazza, in particolare sulla struttura del Monte di Pietà vecchio, costruito appunto in un'epoca anteriore a questa fase: per la prima volta il consiglio generale elaborò un progetto di espansione del Monte di Pietà anche in direzione est di questa porzione di piazza, con la successiva istituzione, nel 1553, del "Monte nuovo" o "grande", appunto un nuovo ente di assistenza dalla chiara natura bancaria e che avrebbe dovuto arginare la diffusissima pratica di usura allora diffusasi tra la popolazione. Tuttavia, per ragioni politiche e moralistiche, l'attività prese avvio solo dal 1587 e una sede adeguata venne individuata solamente nel 1595. Seguirono infatti le pratiche burocratiche per la costruzione del nuovo Monte di Pietà, peraltro istituendo due separati amministratori per i rispettivi Monti di pietà bresciani: abbandonando una prima ipotesi di costruzione del Monte di Pietà Nuovo nella piazzetta a nord e in corrispondenza della colonna con Leone di San Marco, l'ubicazione definitiva fu poi quella sul lato meridionale, a fianco appunto al preesistente Monte di Pietà quattrocentesco. Nel dicembre del 1598, infine, l'architetto Pier Maria Bagnadore presentò un nuovo disegno per la progettazione del nuovo edificio che, una volta approvato all'unanimità dai deputati pubblici, venne prima trasposto in un modello ligneo per meglio esaminarlo: una volta approvato il progetto complessivo, il Bagnadore diresse i lavori e il tutto venne terminato entro il 1601, come indicato anche dall'iscrizione scolpita al di sopra del portale d'ingresso.

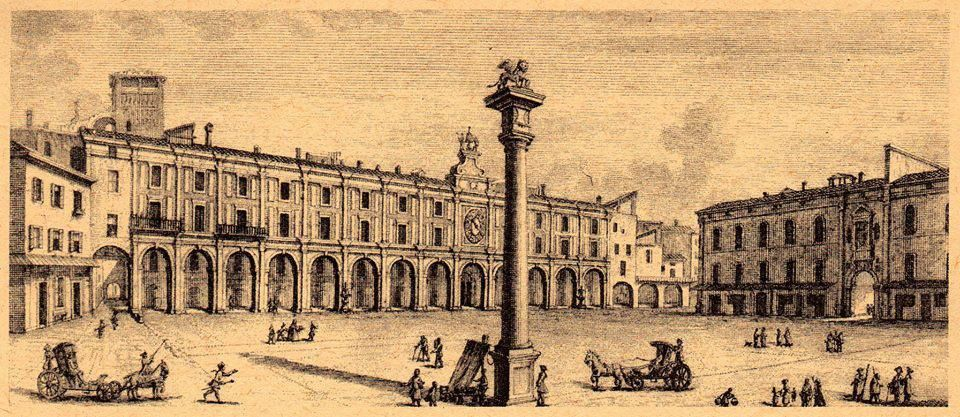
Una miniatura settecentesca di piazza della Loggia e in particolare del lato orientale della piazza: in primo piano, la colonna con leone di San Marco, poi abbattuta e sostituita dalla statua alla Bella Italia.

Nei primissimi anni del XVII secolo dunque, con la costruzione dei già citati portici lungo il lato orientale e del nuovo Monte di Pietà lungo il lato meridionale, la piazza assunse di fatto l'aspetto che l'ha caratterizzata poi anche nei secoli successivi per arrivare fino all'epoca contemporanea. L'unico lato rimasto estraneo da questi importanti progetti di "monumentalizzazione", in effetti, fu quello settentrionale: oltre ad aspetti prettamente economici e quindi di risparmio delle magistrature civiche, questa porzione di piazza si poneva in realtà come un'occasione di pausa visiva, anche per permettere ad alcune attività artigianali di esercitare i propri servizi almeno su questa sezione della platea magna; i tre edifici visibili su questa porzione settentrionale, in ogni caso, sono stati tutti uniformati e soggetti ad interventi di abbellimento alla fine del XIX secolo, in modo da risultare anch'essi uniformi con l'ambiente complessivo della piazza rinascimentale.
La diramazione nord orientale della piazza ospita il monumento alla Bella Italia, eretto per mano dello scultore Giovanni Battista Lombardi nel 1864 in sostituzione della colonna veneziana con il leone di san Marco in cima, abbattuta dai rivoluzionari già nel 1797.

### L'attentato del 1974
La piazza oltre che per la bellezza architettonica e per il ruolo sicuramente centrale nella vita cittadina, è diventata tristemente famosa per la strage che il 28 maggio del 1974, durante una manifestazione antifascista, uccise 8 persone e ne ferì altre 102.

## Le "statue parlanti"
La piazza ospita tre delle quattro cosiddette "statue parlanti" di Brescia, un gruppo di sculture di varia epoca su cui i bresciani erano soliti in passato affiggere messaggi anonimi, contenenti critiche contro i governanti. In particolare, sotto il porticato del Palazzo della Loggia è collocata la Lodoìga, scultura risalente alla seconda metà del Cinquecento. Tale statua, posta a diretto contatto con la piazza, era considerata dai bresciani come "portavoce" delle lamentele del popolo, che esprimeva le proprie critiche attraverso biglietti e fogli incollati anonimamente sulla statua stessa o sul muro adiacente ad essa. A fare da contraltare alla Lodoiga vi erano i due macc dèle ure ("matti delle ore"), chiamati Tone e Batista, posti sulla sommità della Torre dell'Orologio. Data la loro collocazione, sovrastante rispetto alla piazza, erano considerati patteggianti il governo cittadino, in aperto contrasto quindi con la Lodoiga.

## Galleria d'immagini

I portici posti lungo il lato est della piazza
Palazzo della Loggia
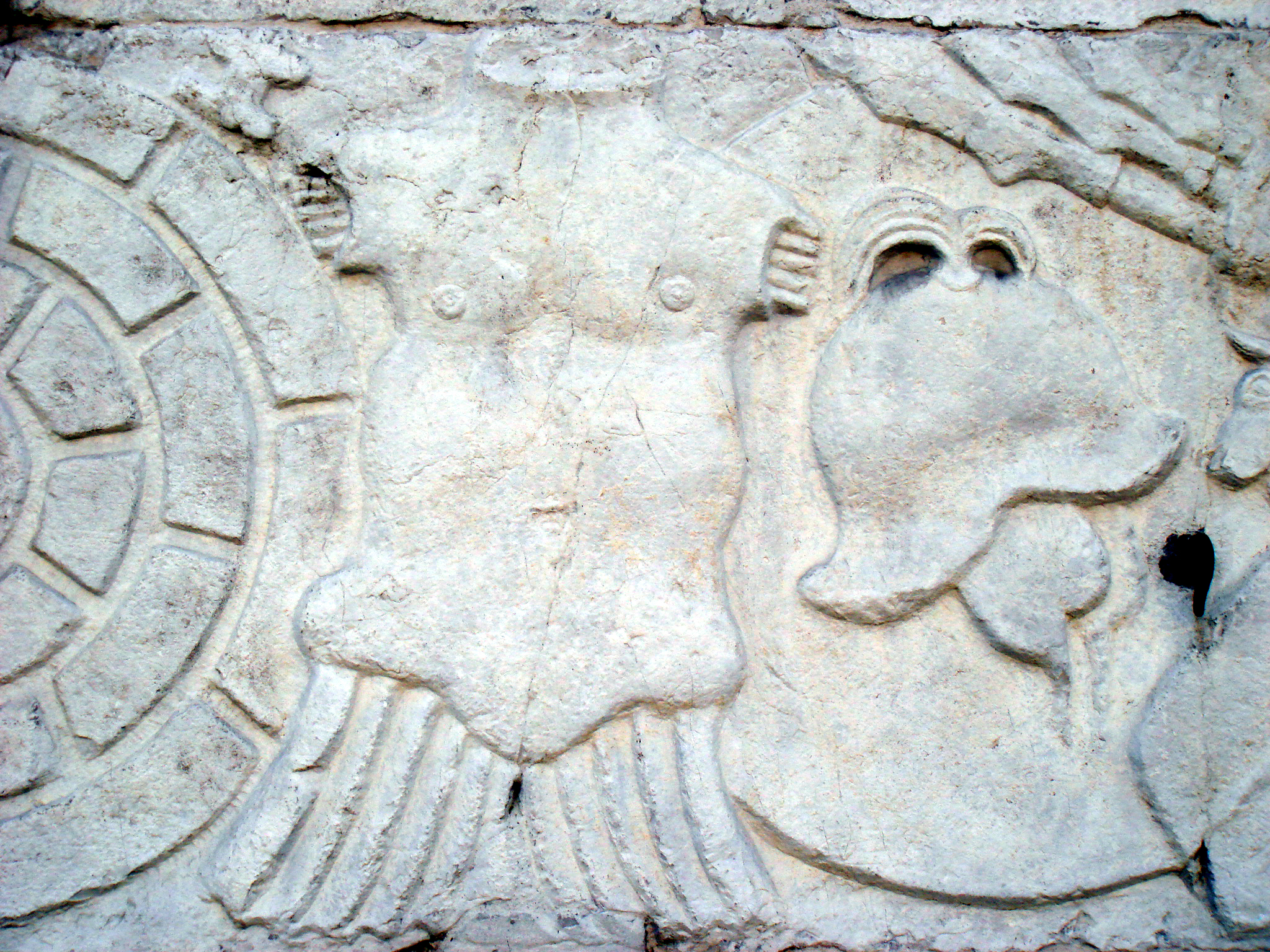
Lapide romana sulla facciata del Monte di Pietà
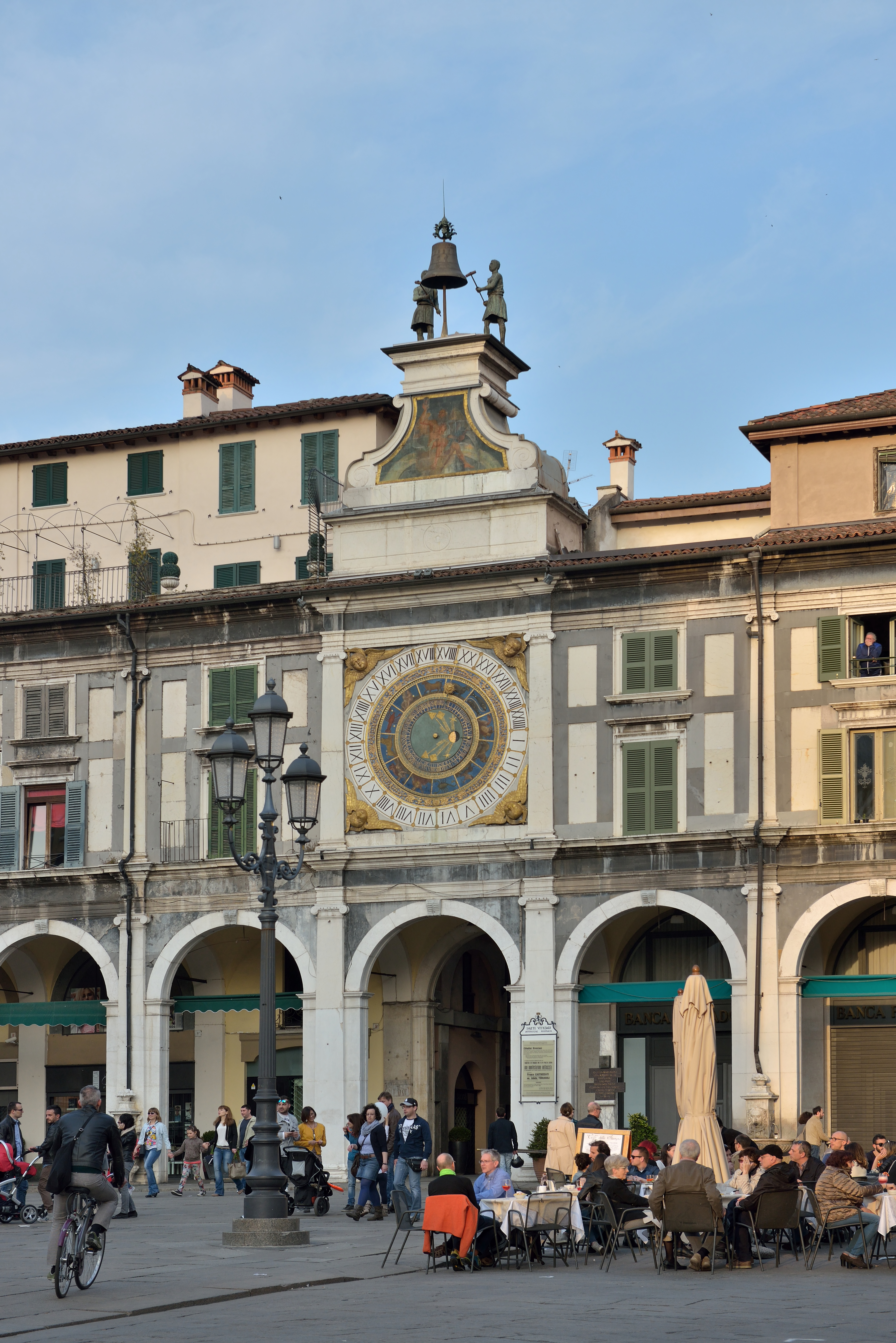
Torre dell'Orologio
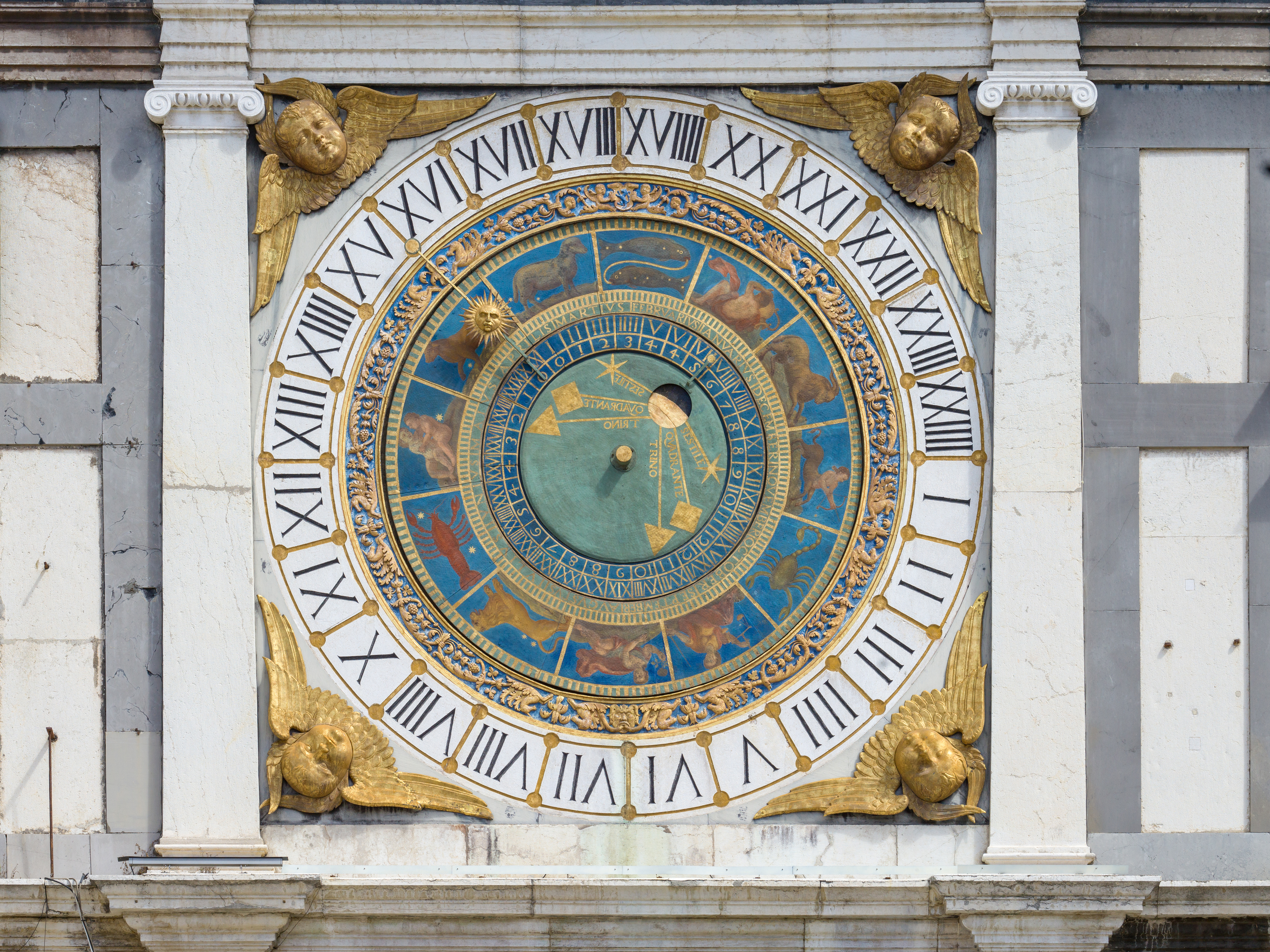
Orologio astronomico
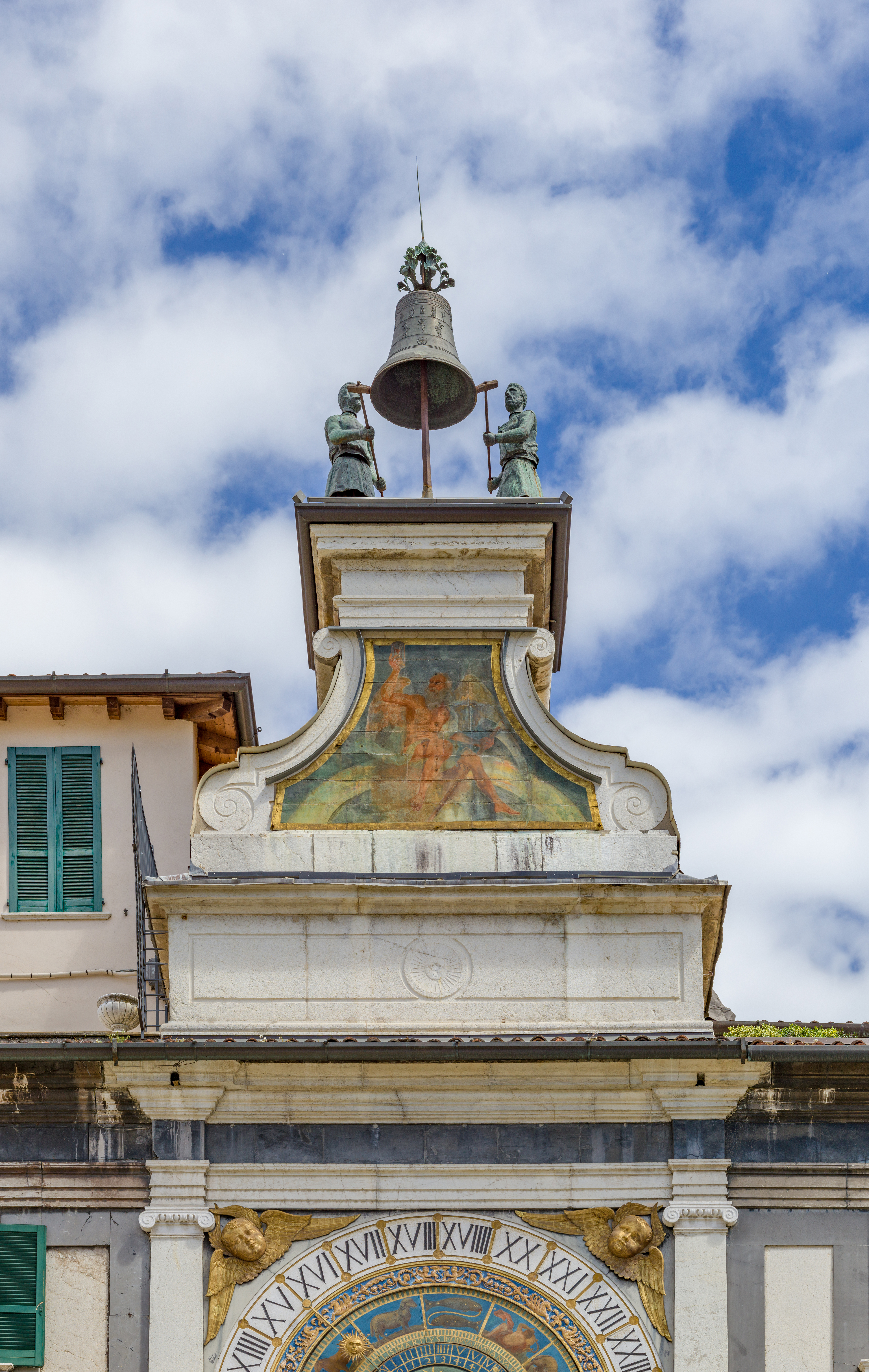
"Màcc dè le ure"
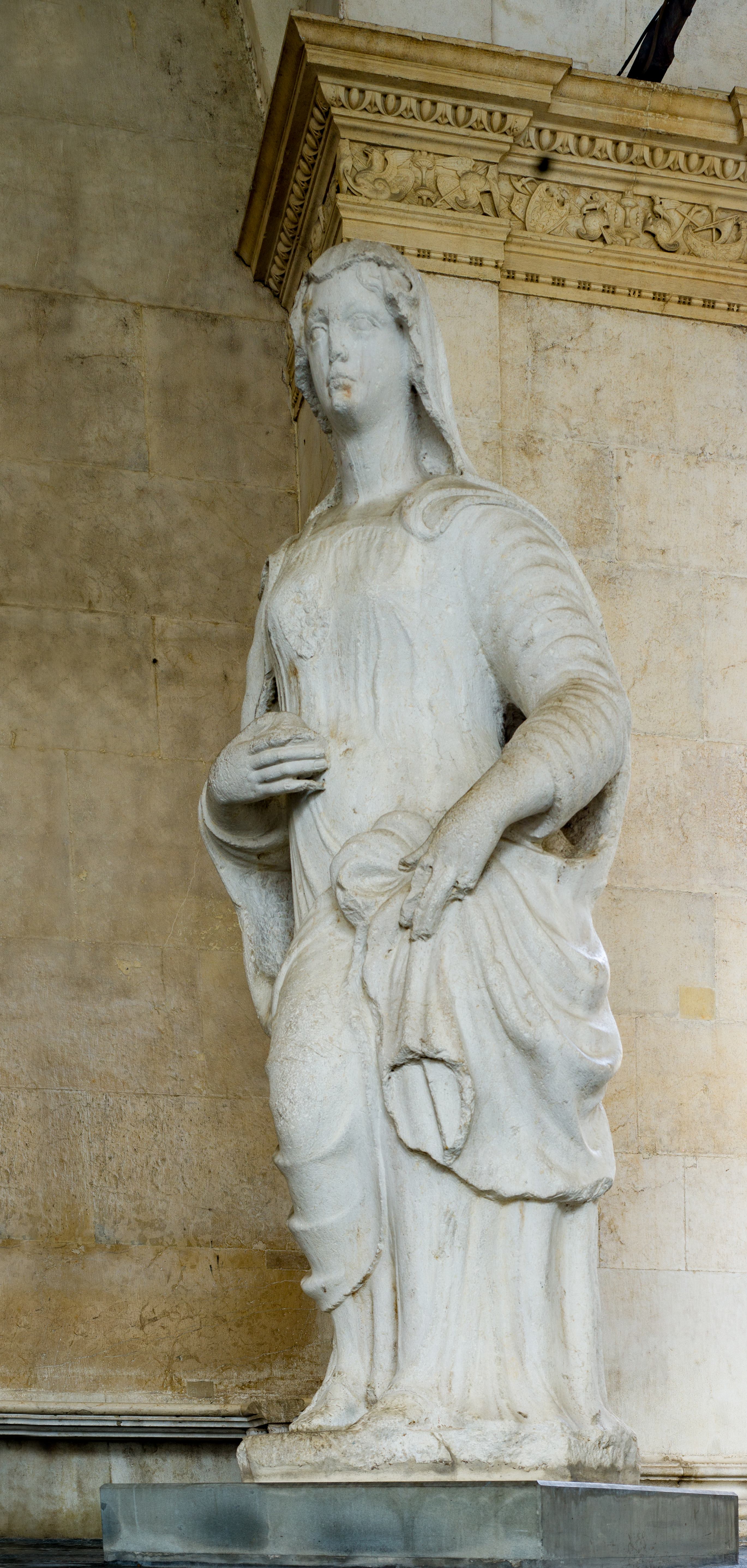
Lodoiga
La "Bell'Italia"
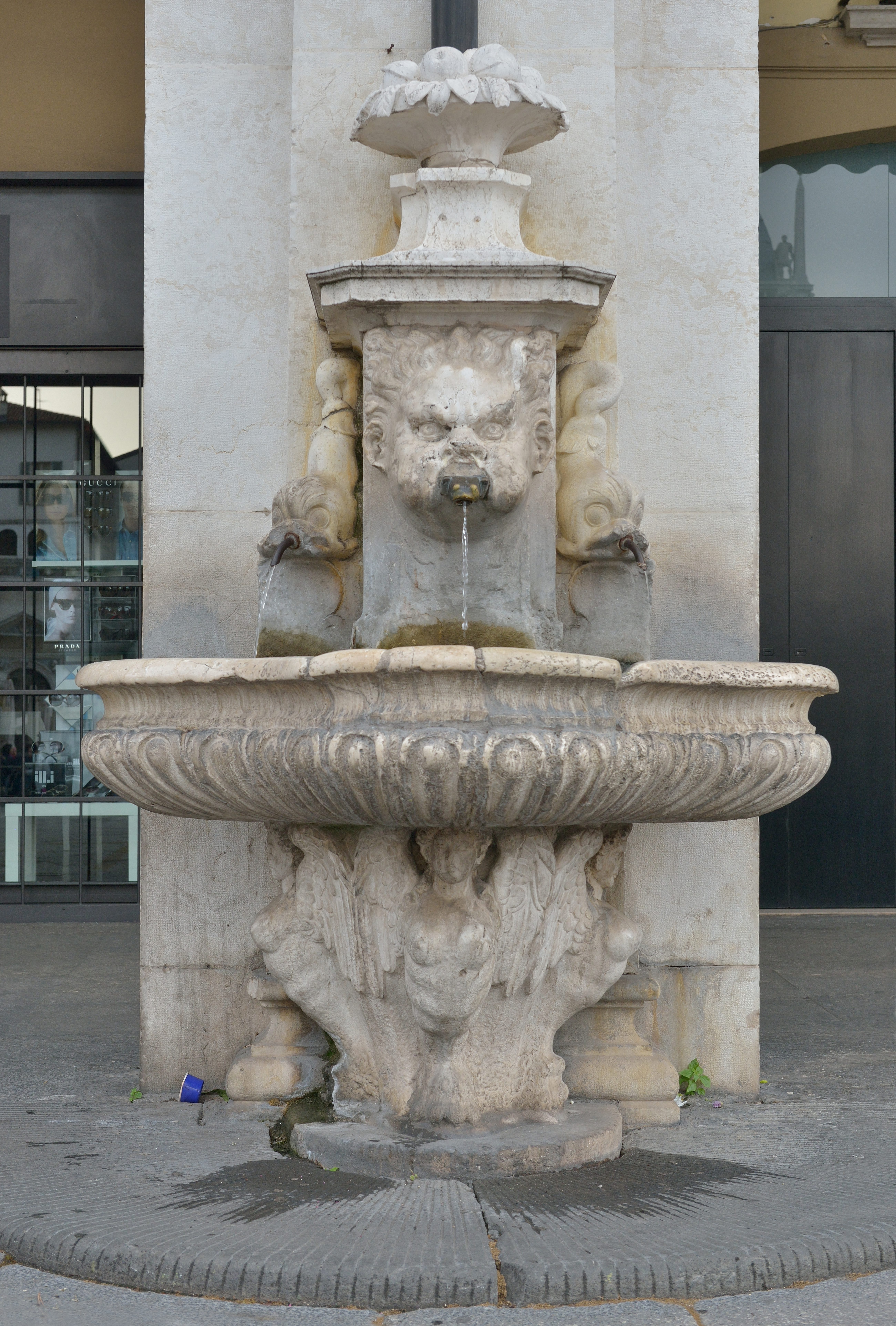
Fontana dei delfini
Casa Vender